# Армендарис, Педро
Педро Армендарис (исп. Pedro Armendáriz, при рождении Педро Грегорио Армендарис Хастингс (исп. Pedro Gregorio Armendáriz Hastings); 9 мая 1912, Мехико, Мексика — 18 июня 1963, Лос-Анджелес, США) — мексиканский актёр.

## Биография
Педро Армендарис родился в Мехико в семье мексиканца и американки. Когда он был ещё ребёнком, семья переехала в Техас, где и прошло его детство. Образование Армендарис получил в Калифорнийском политехническом университете, который окончил по специальности «инженерное дело». После выпуска вернулся в Мексику, где некоторое время работал на железной дороге, а также в качестве гида и журналиста для журнала «México Real».
В кино Армендарис попал совершенно случайно, после того, как его, читающего монолог из Гамлета американским туристам, заметил режиссёр Мигель Сакариас. Его кинодебют состоялся в 1935 году в Мексике, и в дальнейшем Армендарис много снимался у себя на родине, а также во Франции, Италии и Великобритании. Актёр дважды становился лауреатом национальной мексиканской премии «Ариэль» за роли в фильмах «Жемчужина» (1947) и «Шаль Соледад» (1952). В конце 1940-х годов Армендарис начал сниматься в Голливуде, где стал одним из любимых актёров Джона Форда. В 1946 году фильм «Мария Канделария», где он сыграл главную роль, был удостоен Золотой пальмовой ветви на Каннском кинофестивале.
В 1954 году Армендарис снимался у Говарда Хьюза в фильме «Завоеватель», съёмки которого проходили в штате Юта, в непосредственной близости от полигона, где власти США проводили испытания ядерного оружия. В итоге в последующие годы у 91 из 220 членов группы был диагностирован рак, и для 46 из них это заболевание стало причиной смерти. Такой участи не избежал и Армендарис, у которого обнаружили рак бедра. В то время актёр снимался во втором фильме о Джеймсе Бонде «Из России с любовью». Когда на съёмочной площадке стало известно о его смертельном диагнозе, все сцены с участием актёра были завершены за несколько дней. Несмотря на это, несколько заключительных сцен так и не удалось снять, и тогда дублёром Армендариса выступил режиссёр картины Теренс Янг. 18 июня 1963 года, не в силах выносить боль, Педро Армендарис покончил с собой выстрелом в сердце из пистолета, который он незаметно пронёс с собой в больницу.
Армендарис был женат на актрисе Кармелите Пардо. Их сын Педро Армендарис-младший (1940—2011) также стал актёром, снявшись в 1989 году в шестнадцатом фильме о Джеймсе Бонде «Лицензия на убийство».

## Избранная фильмография
| Год  |   | Русское название    | Оригинальное название | Роль              |
| ---- | - | ------------------- | --------------------- | ----------------- |
| 1943 | ф | Дикий цветок        | Flor silvestre        | Хосе Луис Кастро  |
| 1944 | ф | Мария Канделария    | María Candelaria      | Лоренсо Рафаэль   |
| 1947 | ф | Жемчужина           | La perla              | Кино              |
| 1947 | ф | Беглец              | The Fugitive          | лейтенант полиции |
| 1948 | ф | Форт Апачи          | Fort Apache           | сержант Бофорт    |
| 1948 | ф | Три крёстных отца   | 3 Godfathers          | Педро Рока Фуэрте |
| 1949 | ф | Мы были чужими      | We Were Strangers     | Армандо Арьете    |
| 1953 | ф | Зверь               | El bruto              | Педро             |
| 1956 | ф | Диана               | Diana                 | король Франциск I |
| 1963 | ф | Из России с любовью | From Russia with Love | Али Керим Бей     |
| 1963 | ф | Капитан Синдбад     | Captain Sindbad       | визирь Эль Керим  |